# Craig McCracken
Pour les articles homonymes, voir McCracken.
Craig McCracken (né le 31 mars 1971 à Charleroi, Pennsylvanie) est un réalisateur, scénariste et producteur américain. Il est notamment connu pour avoir réalisé Les Supers Nanas et Foster, la maison des amis imaginaires. Il a aussi travaillé sur l'animation de la série Les Rois du Texas (VQ: Henri pis sa gang) durant les quatre premières saisons. Il est marié à Lauren Faust.

## Biographie
Craig McCracken est né le 31 mars 1971 à Charleroi (Pennsylvanie). Après la mort de son père, qui a lieu l'année de ses sept ans, lui et sa famille ont déménagé à Whittier en Californie.
Il était intéressé par le dessin depuis son plus jeune âge. 
En 1993, Craig a été embauché par les studios de dessins animés Hanna-Barbera pour travailler sur la série Bêtes comme chien et sur la série Le Laboratoire de Dexter de Tartakovski. Il a commencé la production des Super Nanas peu après.
En 2004, Foster, la maison des amis imaginaires a commencé à être diffusé sur Cartoon Network. Grâce à cette série, Craig a gagné un Emmy et un Annie Award. En avril 2008, il est devenu producteur exécutif d'un show sur Cartoon Network Studios, appelé Cartoonstitute.
Après quinze ans de collaboration, il quitte Cartoon Network, dont les principaux intérêts sont de plus en plus tournés vers les programmes de téléréalité. McCracken est marié à Lauren Faust, qui a travaillé à ses côtés durant la réalisation de Foster, la maison des amis imaginaires et des Super Nanas.